# Großsteingrab Mühlensteine
Das Großsteingrab Mühlensteine, auch Mühlenhöhe (früher auch Hogenmöhle oder Möhlenhöge) genannt, trägt die Sprockhoff-Nr. 976. Es entstand im Neolithikum zwischen 3500 und 2800 v. Chr. und ist eine Megalithanlage der Trichterbecherkultur (TBK).

## Lage
Das Großsteingrab der nordischen Megalitharchitektur liegt in einem Wäldchen in der Flur Mühlenhöhe, etwa einen Kilometer nördlich von Varnhorn, einer Bauerschaft der südoldenburgischen Gemeinde Visbek, Landkreis Vechta, im Naturpark Wildeshauser Geest in Niedersachsen. Es wurde 1876 vom Großherzogtum Oldenburg gekauft und unter Schutz gestellt.

## Beschreibung
Am Südwestende ist die kleine, südwest-nordost-orientierte 6,4 Meter lange Emsländische Kammer besser erhalten. Sie besteht aus acht Tragsteinen, davon befinden sich sechs in situ. Der größte von einst vier Decksteinen liegt noch auf. Einer liegt abgerutscht in der gebauchten 1,8 Meter bis 1,6 Meter breiten Kammer. Am Westende liegen zwei große Bruchstücke, die zum gleichen Deckstein gehören. Ein Zugang ist ebenso wenig erkennbar wie Spuren einer Steineinfassung, jedoch soll es sich um ein für die Region typisches Ganggrab handeln. Reste der einstigen Überhügelung sind noch auszumachen. Ein illegaler Eingriff im Kammerbereich 1986 führte zu einer Teiluntersuchung des Grabes, bei der auch eine intakte Pflasterung festgestellt wurde. Aus der Anlage und ihrem Umfeld wurde zerscherbte Keramik geborgen, die den einengenden Schluss erlaubt, dass die Grabstätte zwischen 3400 und 3300 v. Chr. erbaut und etwa 300 Jahre lang genutzt wurde.

Mühlensteine
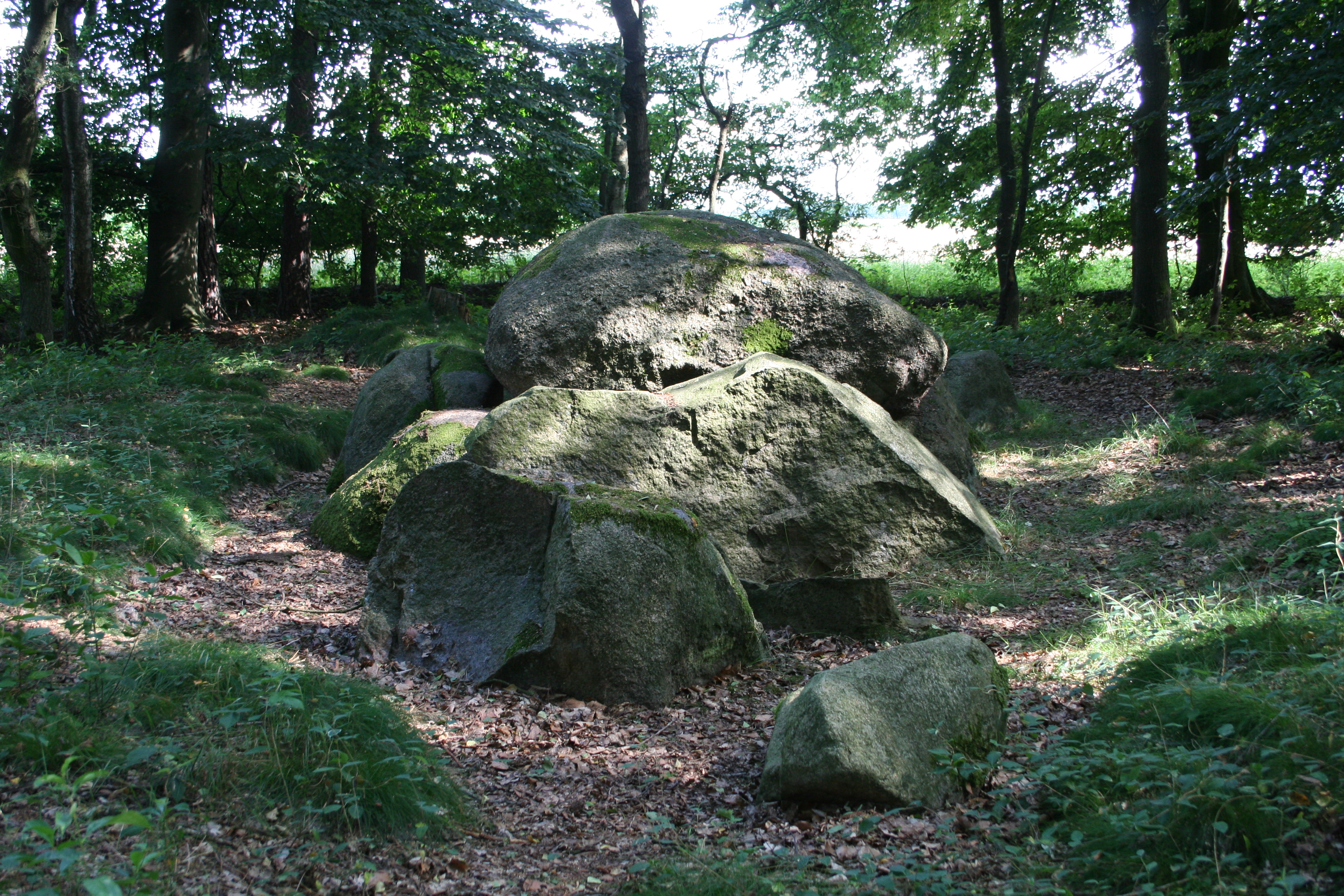
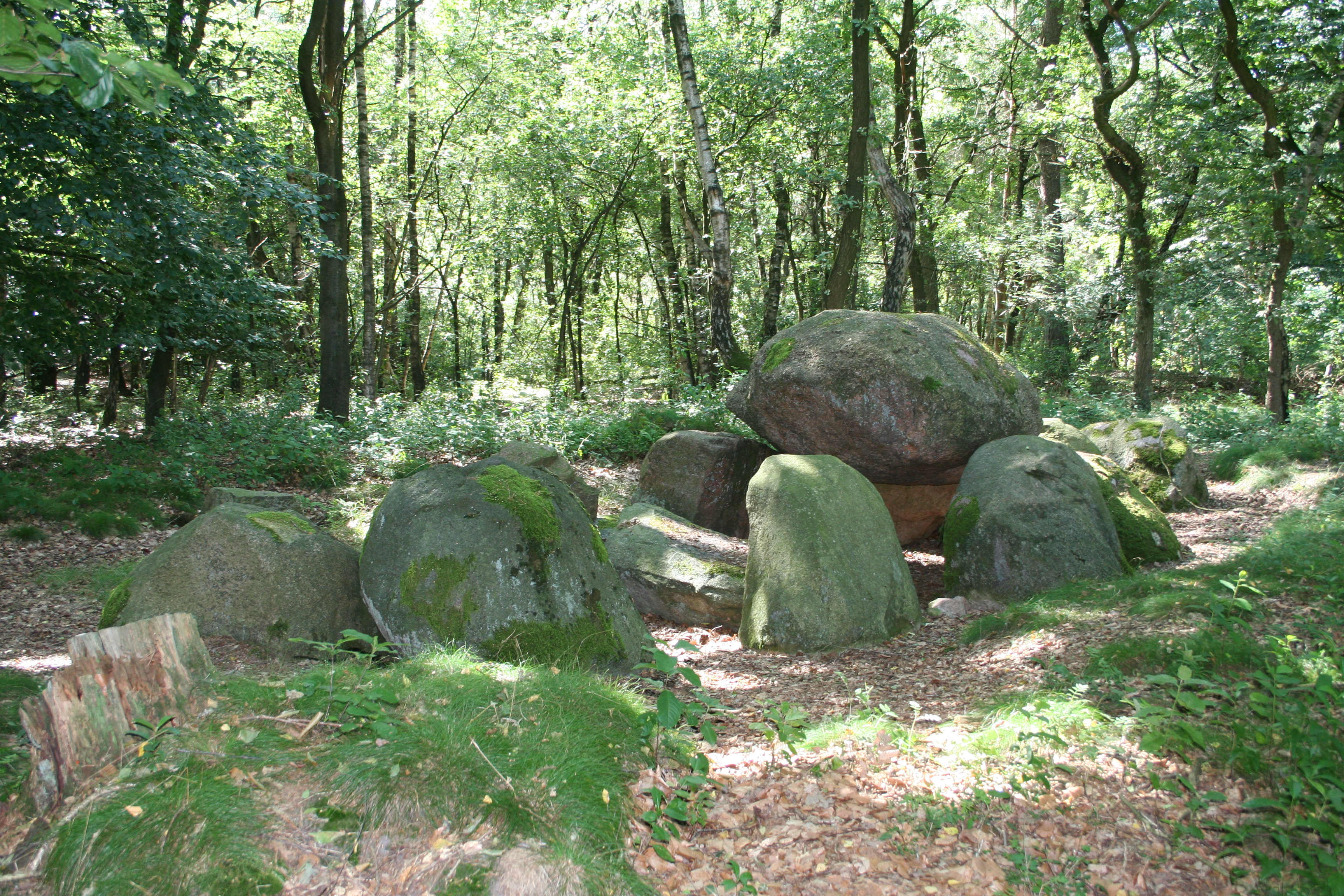
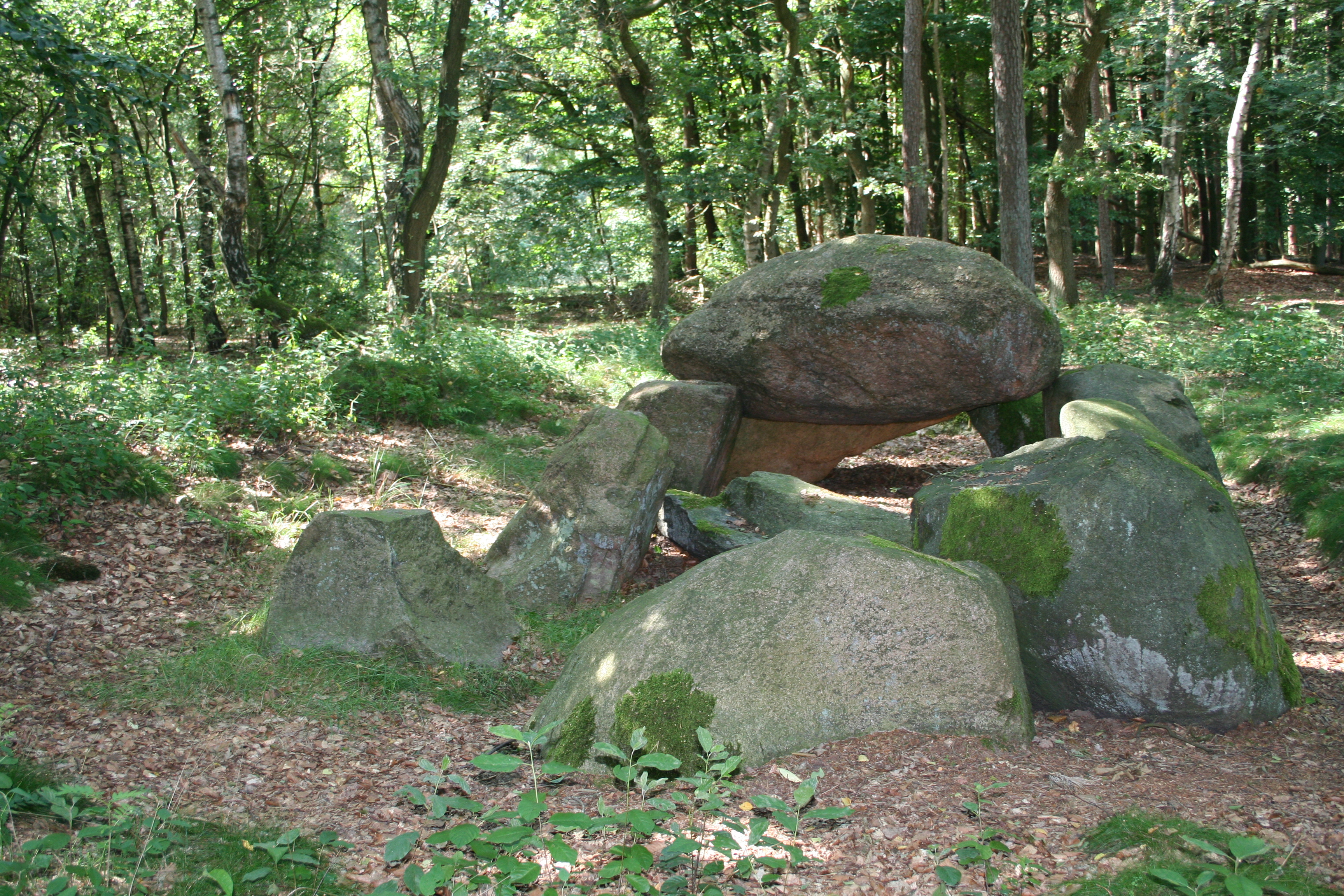
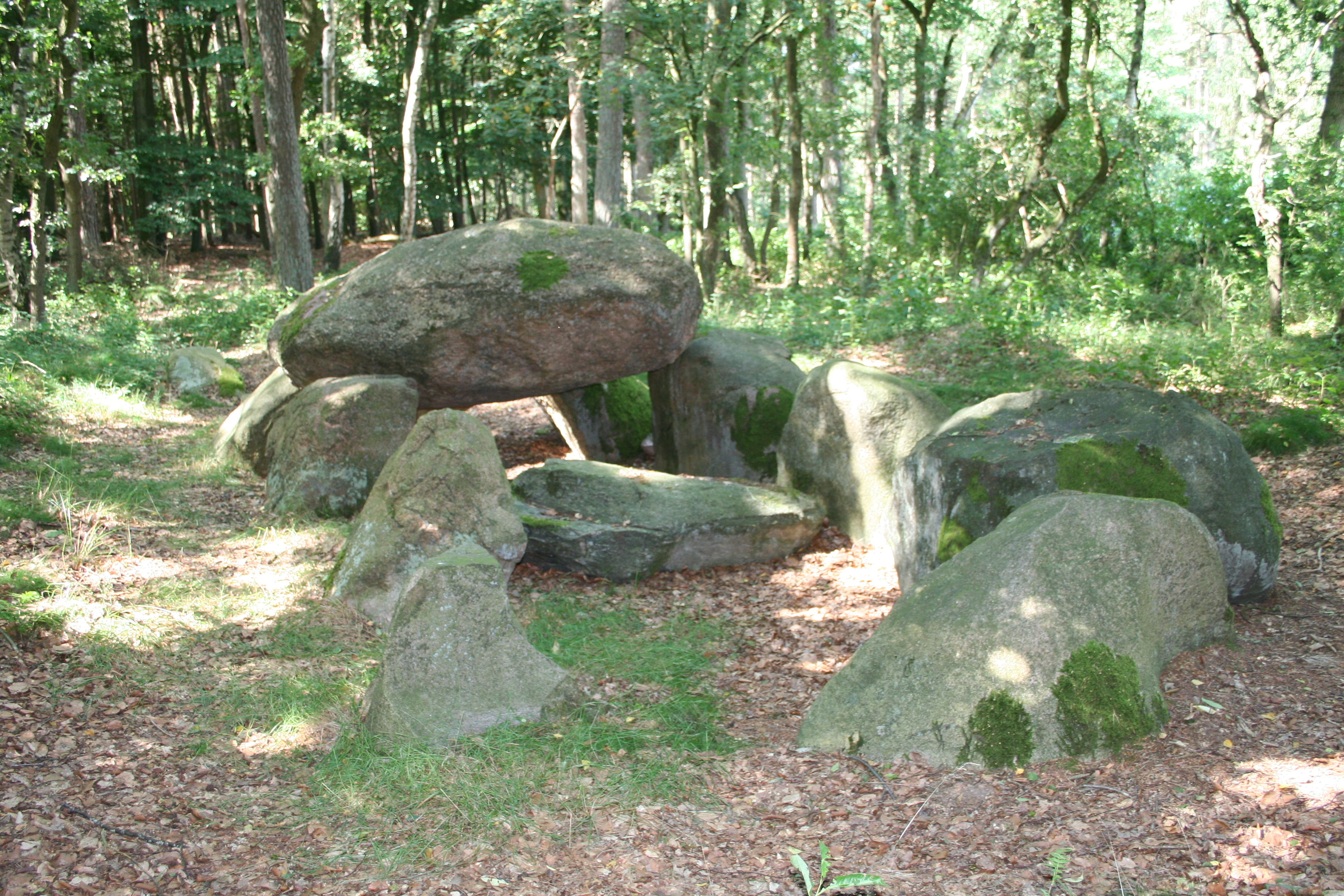
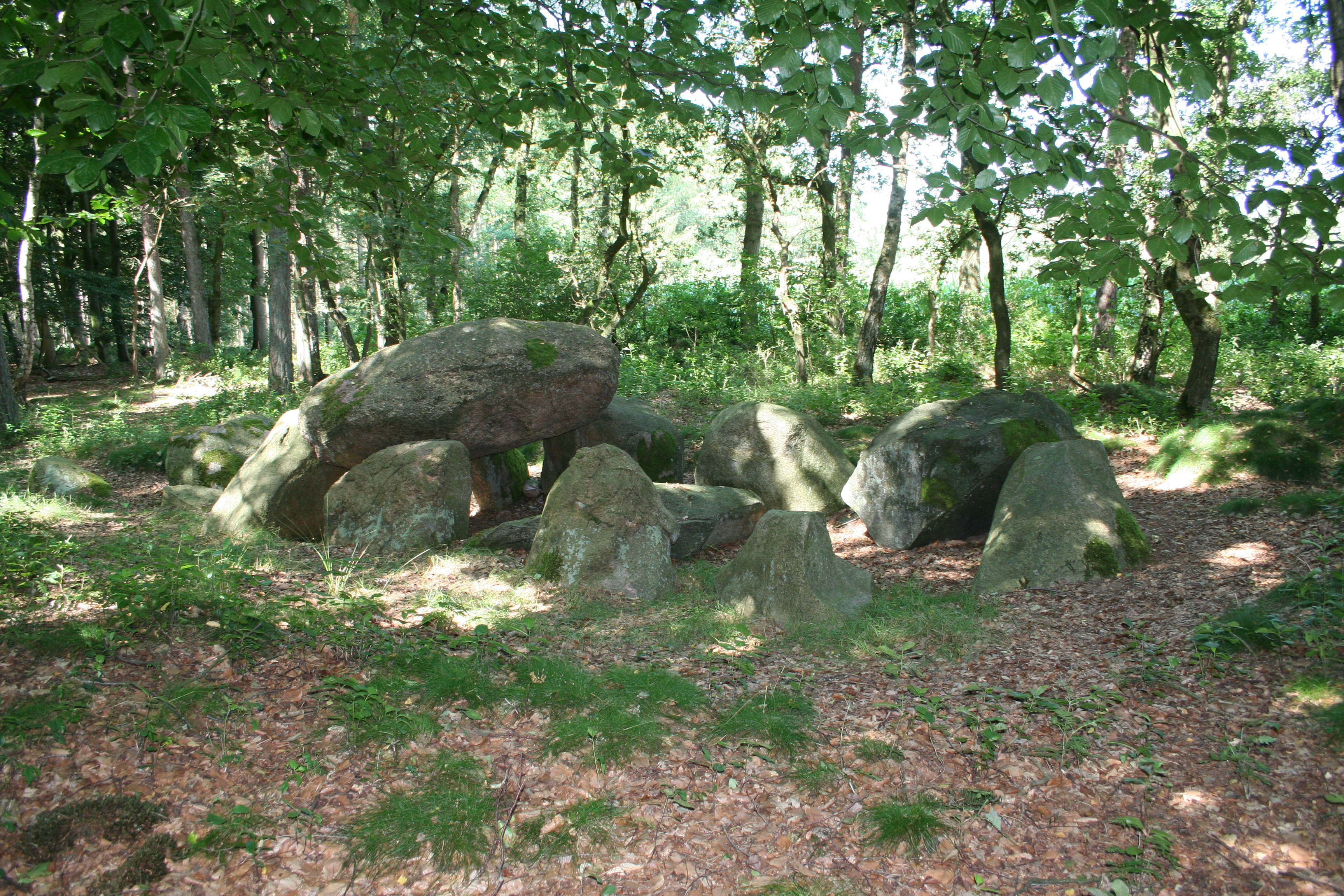
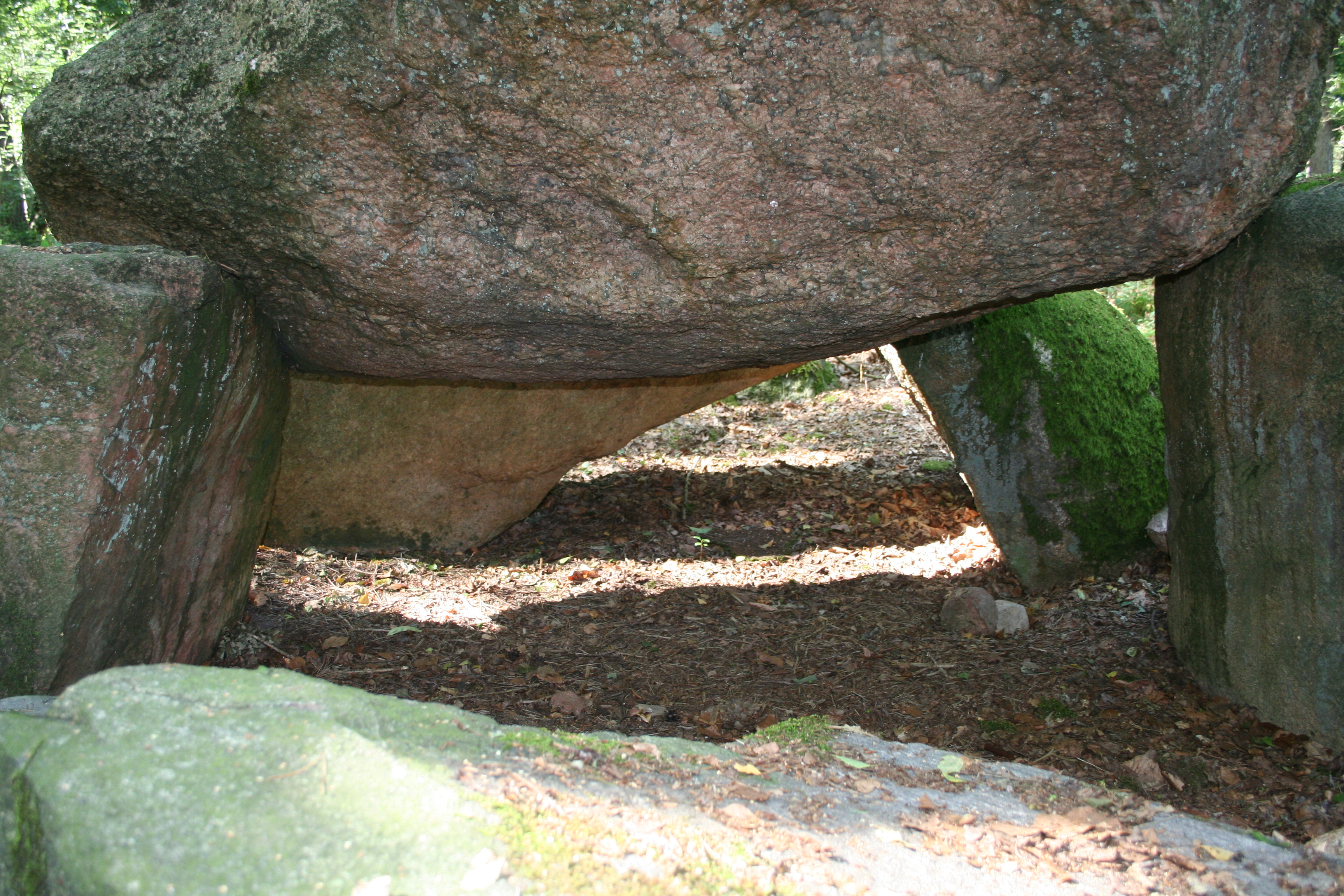

In der Nähe befinden sich das Großsteingrab Schmeersteine und die Großen Steine bei Thölstedt.